# Cladocarpoides fertilis
Cladocarpoides fertilis är en nässeldjursart som först beskrevs av Vervoort och Watson 2003.  Cladocarpoides fertilis ingår i släktet Cladocarpoides och familjen Aglaopheniidae. Inga underarter finns listade i Catalogue of Life.